# Elecciones complementarias de Chile de abril de 1956
El 1 de abril de 1956 se realizaron dos elecciones parlamentarias complementarias para llenar la vacancia de un diputado en la 1ª Agrupación Departamental —compuesta por los departamentos de Arica, Iquique y Pisagua—, producto del fallecimiento del diputado José Zárate Andreu (PR) el 3 de enero de 1956, y en la 6ª Agrupación Departamental —conformada por Valparaíso y Quillota— por el fallecimiento del diputado Raúl Benaprés Lafourcade (PAL) el 27 de octubre de 1955. Las elecciones se realizaron el mismo día que las elecciones municipales celebradas en todo el país.
El 29 de noviembre de 1955 fue promulgado el decreto que convocaba a una elección extraordinaria de un diputado en la 6ª Agrupación Departamental para el domingo 1 de abril. mientras que la elección complementaria en la 1 Agrupación Departamental fue convocada mediante un decreto promulgado el 10 de enero de 1956.

## 1ª Agrupación Departamental

### Candidatos
El Partido Radical (PR) comenzó a debatir el 10 de enero de 1956 sobre posibles nombres para la candidatura a diputado, presentándose las de Ana Eugenia Ugalde Arias y Juan Luis Maurás; este último fue proclamado candidato el 19 del mismo mes, y recibió el apoyo de los partidos del Frente Nacional del Pueblo (FRENAP) —que en febrero del mismo año se convertiría en el Frente de Acción Popular (FRAP)—, como por ejemplo el Partido Socialista Popular (PSP) el 13 de marzo —desistiendo de la postulación de Óscar Waiss Band que habían presentado el 13 de enero— y el Partido Socialista de Chile (PS), que inicialmente había presentado la postulación de Baudilio Casanova. El senador Salvador Allende (PS) fue designado generalísimo de campaña de Juan Luis Maurás.
La Falange Nacional (FN) presentó la candidatura de Pedro Nolasco Muga González, quien recibió el apoyo del Partido Liberal (PL).
El Partido Agrario Laborista (PAL) acordó el 13 de enero presentar la candidatura de Luciano Vásquez Muruaga, en aquel entonces director del diario La Gaceta de Arica; su candidatura fue retirada el 29 de febrero. También se había presentado la candidatura independiente de Alejandro Valencia, que también fue retirada.

### Resultados
Los resultados definitivos de la elección, de acuerdo a la sentencia de proclamación del Tribunal Calificador de Elecciones, fueron los siguientes:
|  | 51.67 % |

|  | 48.33 % |

## 6ª Agrupación Departamental

### Candidatos
El 2 de noviembre de 1955 la Junta Ejecutiva del Partido Conservador Unido (PCU) acordó presentar un candidato en la elección, optando por Augusto Pumarino Fuentes. El Partido Liberal, que inicialmente había acordado presentar un candidato propio, acordó a fines de enero de 1956 apoyar la postulación de Pumarino.
El Partido Agrario Laborista (PAL) definió su candidatura entre 4 posibles postulantes: el empresario Guillermo Guzmán Durán, Gustavo Martínez Vilches, el regidor de Valparaíso, Joaquín Muraro Lillo, y el alcalde de Limache, Pedro González. El 16 de noviembre la Junta Ejecutiva del PAL nominó a Joaquín Muraro como candidato a diputado.
El Frente de Acción Popular (FRAP) presentó como candidato a Jaime Barros Pérez-Cotapos, inscrito bajo el alero del Partido Socialista (PS) dado que el Partido Comunista (PCCh) se encontraba ilegalizado debido a la Ley de Defensa Permanente de la Democracia.
Inicialmente el Partido Conservador Social Cristiano presentó la candidatura de Enrique Wiegand Frödden, siendo reemplazado por Sergio Garnham Searle, quien fue apoyado por la Falange Nacional, ambos partidos integrantes de la Federación Social Cristiana. Por su parte, la Federación Nacional Popular (FENAPO) postuló como candidato a diputado a Humberto Leiva Reyes, miembro de la Acción Renovadora de Chile y presidente del sindicato de trabajadores de la fábrica de cemento Melón en La Calera.

### Resultados
Los resultados de la elección, de acuerdo a lo informado por La Nación, fueron los siguientes:
|  | 32.42 % |

|  | 31.38 % |

|  | 20.92 % |

|  | 8.53 % |

|  | 6.75 % |

## Reacciones
El abogado y diputado Hugo Rosende (PCU) presentó una reclamación ante el Tribunal Calificador de Elecciones (Tricel) en contra de la candidatura de Jaime Barros Pérez-Cotapos, adjuntando evidencia que sugeriría que dicho postulante era militante del Partido Comunista de Chile, ilegalizado por la Ley de Defensa Permanente de la Democracia y por ende sus votos debían ser declarados nulos. El 16 de mayo el tribunal acogió dicho reclamó e inhabilitó a Barros, proclamando como candidato electo a Augusto Pumarino (PCU), quien obtuvo el segundo lugar en las preferencias.
Augusto Pumarino asumió su escaño en la Cámara de Diputados el 21 de mayo de 1956, durante la sesión del Congreso Pleno en que el presidente de la República, Carlos Ibáñez del Campo, entregó su cuenta pública. Durante la ceremonia de juramento del cargo de diputado, Juan Luis Maurás se paró en medio del Salón de Honor del palacio del Congreso Nacional y protestó, señalando que él había sido «elegido libremente por voluntad popular», haciendo referencia al fallo del Tricel que designó a Pumarino como candidato vencedor en Valparaíso aun cuando obtuvo el segundo lugar de las preferencias. Juan Luis Maurás asumió finalmente su escaño en la sesión de la Cámara de Diputados del 23 de mayo.